# Concepción Quezaltepeque
Concepción Quezaltepeque é um município do departamento de Chalatenango, em El Salvador. Sua população estimada em 2007 era de 6 457 habitantes.